# Joseph Taylor Robinson
Joseph Taylor Robinson (26 de Agosto de 1872 – 14 de Julho de 1937), também conhecido como Joe T. Robinson, foi um político americano do estado do Arkansas. Filiado ao Partido Democrata, exerceu como o 23° Governador do Arkansas, como Líder da Maioria do Senado dos Estados Unidos e foi o candidato Democrata a vice-presidência nas eleições presidenciais de 1928.
Depois de estudar direito na Universidade da Virgínia, Robinson retornou ao Arkansas, vencendo a eleição para a Assembleia Geral do Arkansas. Venceu a eleição para a Câmara dos Representantes dos Estados Unidos, exercendo de 1903 até 1913. Venceu a eleição para Governador do Arkansas em 1912, mas renunciou em 1913 para assumir um cargo no Senado. No Senado, Robinson definiu-se como um progressista e forte aliado do Presidente Woodrow Wilson. Robinson exerceu como presidente da Convenção Nacional Democrata de 1920 e venceu a eleição como Líder da Minoria do Senado em 1923. Tentou a candidatura para ser o candidato a Presidente dos Democratas nas eleições de 1924 e foi nomeado candidato a vice-presidente democrata em 1928. A chapa Democrata de Al Smith e Robinson teve uma derrota esmagadora pela chapa Republicana de Herbert Hoover e Charles Curtis.
Os Democratas assumiram o controle do Senado após as eleições de 1932 e elegeram Robinson como Líder da Maioria do Senado. Aprovou os projetos do New Deal de Franklin D. Roosevelt pelo Senado, alienando alguns de seus colegas com seu estilo autocrata. No meio do debate sobre o Projeto de Reforma dos Procedimentos Judiciais de 1937, Robinson morreu de insuficiência cardíaca.

## Primeiros anos
Robinson nasceu em Lonoke, Arkansas, filho de Matilda Jane (Swaim) e James Madison Robinson. Frequentou a Universidade do Arkansas e estudou direito na Universidade da Virgínia.
Em 1894, Robinson foi eleito para o Câmara do Arkansas e cumpriu um mandato. Foi eleito para a Câmara dos Representantes dos Estados Unidos em 1902, no Sexto Distrito do Arkansas, e foi reeleito para quatro mandatos posteriores, exercendo até 1913.
Em 1912, Robinson foi eleito Governador do Arkansas. Renunciou ao seu cargo na Câmara dos EUA no dia 14 de Janeiro de 1913 e assumiu o cargo de Governador no dia 16 de Janeiro. No entanto, o Senador dos EUA Jeff Davis morreu no dia 3 de Janeiro, depois que a câmara o reelegeu para um novo mandato a partir do dia 4 de Março de 1913; seu lugar estava agora vago. No dia 27 de Janeiro de 1913, apenas 12 dias após Robinson assumir o cargo de Governador, a câmara o elegeu para o Senado dos EUA para substituir Davis.
Robinson tornou-se o último Senador dos EUA eleito pela câmara do estado em vez do voto popular direto. A Décima Sétima Emenda, que exigia eleição direta, entrou em vigor no dia 8 de Abril de 1913. Todos os outros Senadores eleitos para mandatos a partir de 1913 foram eleitos anteriormente; O Senador James H. Brady, do Idaho, foi eleito para preencher um cargo no dia 24 de Janeiro; foi o penúltimo.
Robinson renunciou ao cargo de Governador no dia 8 de Março de 1913. Embora tenha atuado como Governador por apenas 55 dias, trabalhou para fornecer fundos para concluir o novo edifício do capitólio do estado, criar um conselho de estatísticas trabalhistas, adotar uma bandeira oficial do estado e criar uma comissão de rodovia.

## Carreira no Senado
Desde o início, Robinson impressionou outros Senadores com discursos cuidadosamente elaborados. Dominou as complexas regras e práticas do Senado; possuía lealdade tenaz a amigos e festas, uma paixão por detalhes e um instinto de assassino em debate. Casado com o seu trabalho, chegava cedo todos os dias, ficava até tarde e estudava legislação em casa.
Apoiou firmemente as políticas do Presidente Woodrow Wilson, mesmo quando outros Democratas não. Defendeu a Lei do Trabalho Infantil Keating-Owen e trabalhou para aprovar projetos de lei para regular ferrovias e outras indústrias importantes. Liderou o Senado para armar navios mercantes e votou para declarar guerra à Alemanha. Também liderou a tentativa fracassada no Senado para ratificar o Tratado de Versalhes.
Robinson foi considerado um progressista na visão de Woodrow Wilson. Robinson ganhou influência no Senado e mais tarde exerceu como Presidente da Convenção Nacional Democrata de 1920. Robinson foi reeleito para o Senado em 1918, 1924, 1930 e 1936. Em 1923, o líder Democrata do Senado Oscar Underwood, que exerceu como Líder da Minoria do Senado, renunciou devido a uma doença. O Senador Democrata Sênior Furnifold Simmons deveria tomar o lugar de Underwood, mas retirou seu nome de consideração depois que Robinson o desafiou para o cargo. Por aclamação unânime, Robinson tornou-se o líder Democrata, cargo que ocuparia até sua morte em 1937.
Como líder da minoria, Robinson assumiu a distribuição de nomeações de apoio e reformou o processo de designação de comitês, decretando que nenhum senador ocuparia a posição democrata máxima em mais de um comitê importante. Residente da Colina do Capitólio, nunca se afastou da câmara do Senado, mas vigiava constantemente os procedimentos para capitalizar qualquer dissensão nos cargos Republicanos. Conhecido como "negociador astuto", fez acordos nos dois lados do corredor e ajudou a facilitar as negociações com os presidentes do Partido Republicano na época.

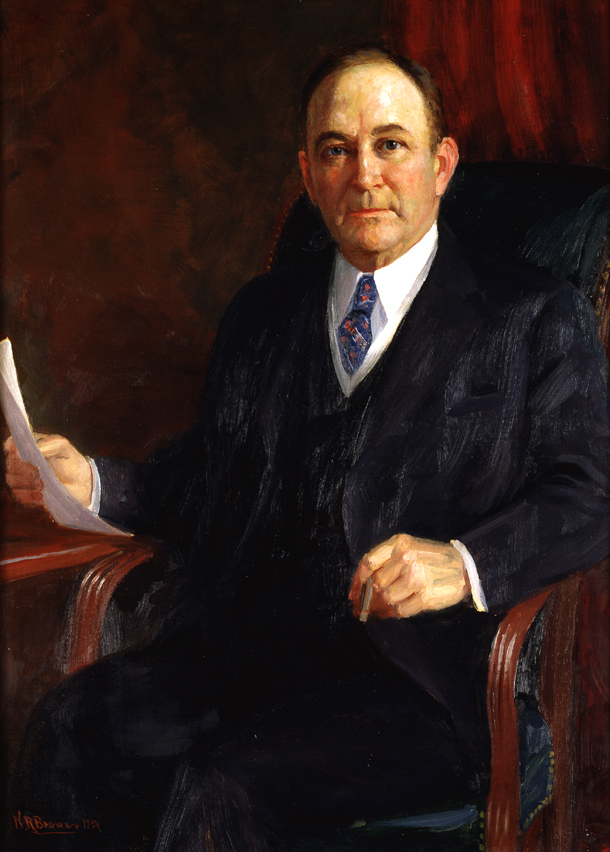
Retrato Oficial do Senado de Joseph Taylor Robinson

Robinson tinha suas próprias pretensões presidenciais. Em 1924, era um candidato menor das primárias democratas. Sendo um candidato "filho favorito", atraiu o apoio de seus eleitores do Arkansas e dos membros conservadores do sul de seu partido. Naquele ano, no entanto, seu desempenho em um campo de golfe lhe trouxe mais atenção do que sua curta candidatura para a presidência. No Chevy Chase Country Club (um local favorito dos políticos de Washington), um colega jogador de golfe pediu para avançar no quarteto do senador. Robinson se recusou a estender a cortesia ao cirurgião local. Depois de algumas palavras ofensivas, bateu no médico, derrubando-o no chão. O clube expulsou Robinson de sua filiação e a imprensa deu a ele um novo título; era agora o senador "pugilista".
Robinson era o candidato Democrata a vice-presidente em 1928, como companheiro de chapa de Alfred E. Smith. No início de 1928, Robinson entrou em conflito com o Senador James Thomas Heflin, um democrata do Alabama, que frequentemente inseria sentimentos anticatólicos em muitos de seus discursos. Quando o governador católico de Nova York, Alfred E. Smith, anunciou sua candidatura à presidência, Heflin fez de Smith o alvo de suas críticas. Robinson advertiu suas opiniões, afirmando que a afiliação religiosa não tinha influência nas credenciais de uma pessoa para um cargo mais alto. Em uma ocasião famosa, declarou: "Ouvi [o senador] denunciar a Igreja Católica e o Papa de Roma e o cardeal e o bispo e o padre e a freira até eu ficar cansado disso, como Democrata". Helfin respondeu: "O Senador do Arkansas não pode continuar sendo líder dos Democratas e travar a batalha dos católicos romanos toda vez que a questão é abordada neste órgão". Interpretando a observação como um desafio à sua autoridade, Robinson realizou um voto de confiança para avaliar a lealdade de seus colegas. Por uma votação quase unânime (Heflin estava ausente), os senadores prometeram apoiar seu líder e sua posição contra o fanatismo.
Depois que Smith perdeu para o candidato Republicano Herbert Hoover, Robinson emergiu da campanha como uma figura nacional, agora conhecida pelos discursos apaixonados que havia feito em todo o país em nome de Smith e da plataforma Democrata. Continuou a ganhar vitórias como líder da minoria do Senado, mas seu relacionamento de cooperação com Hoover irritou os membros de seu partido. Entenderam que nenhum outro senador possuía a tenacidade e influência de Robinson, no entanto, então aceitaram sua liderança, por mais irritante que fosse.
Robinson tornou-se Líder da Maioria do Senado por uma votação unânime em 1933, quando os Democratas tornaram-se a maioria. Foi o primeiro Democrata a exercer como Líder da Maioria formalmente designado. Levou suas tarefas a sério, recusando-se a delegar suas inúmeras responsabilidades. Alguns Senadores se ressentiram de seu estilo autocrata. Em debate, poderia ser aterrorizante. Ficava vermelho no rosto, batia na mesa, gesticulava loucamente e batia nos pés. Como "marechal" do New Deal de Franklin Roosevelt, garantiu a aprovação de inúmeras contas relacionadas à Depressão e à política social, sua vitória mais impressionante foi a Lei Bancária de Emergência, que conseguiu aprovar pelas duas câmaras do Congresso em sete horas.
Richard L. Riedel, assistente da imprensa no Senado nas décadas de 1920 e 1930, lembrou: "Quando [Robinson] entrava em um de seus famosos ataques de fúria, era preciso pouca imaginação para ver fogo e fumaça saindo de sua boca como um dragão feroz. Mesmo quando brincava comigo, falava alto enquanto ofegava seu charuto. Robinson podia fazer os Senadores e todos em sua presença tremerem pelo fogo ardente de seus olhos, pelo arreganho de seus dentes enquanto soltava as palavras, e o fechar dos seus poderosos punhos quando bateu na mesa diante dele".

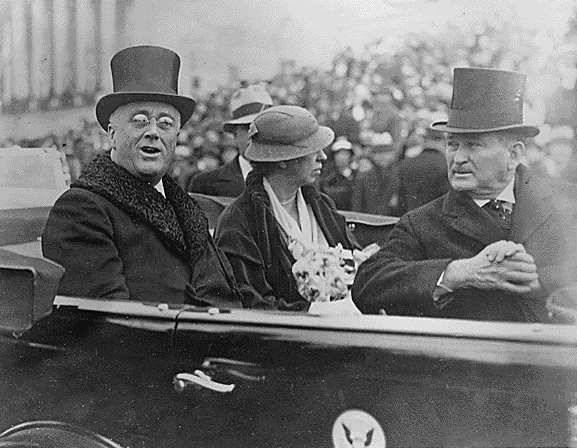
Franklin D. Roosevelt, Eleanor Roosevelt e Joseph Robinson em Washington, D.C. em 1933

A imprensa se referia a ele como "Joe brigão", e quase brigou com os colegas do Senado Robert Marion La Follette, Porter J. McCumber, James Thomas Heflin e Huey Long. Quando os Estados Unidos entraram na Primeira Guerra Mundial, Robinson denunciou os Senadores que eram contra ao esforço de guerra. Depois que La Follette se opôs, Robinson questionou seu patriotismo no Senado e La Follette quase entrou em uma briga com Robinson e teve que ser contido. Sua resposta a um guarda que questionou suas credenciais na Convenção Nacional Democrata de 1920 foi um soco na cara. Apesar desse temperamento, mantinha fortes amizades através das divisões partidárias.

### Proposta judicial e morte
Em 1937, Robinson apoiou a proposta de Roosevelt de reestruturar a Suprema Corte dos Estados Unidos (o "plano de inchamento dos tribunais"). Esse apoio pode ter ocorrido em parte devido a Roosevelt prometer a Robinson a próxima nomeação para a Suprema Corte. Robinson teve dificuldades com a Lei de Reorganização da Corte do presidente, projetada para adicionar juízes liberais à Suprema Corte. Por semanas em 1937, falou, lutou e persuadiu o projeto, mas não conseguiu reprimir as críticas a dezenas de Republicanos e Democratas. O estresse constante apareceu em seu rosto e na inclinação de seus ombros, e seus amigos começaram a se preocupar com sua saúde.
No dia 14 de Julho, quando a câmara parecia divergir seu partido em dois grupos em conflito, a empregada de Robinson encontrou seu corpo de pijama deitado de bruços no chão de seu apartamento no edifício United Methodist em Maryland Ave, NE. Morreu de insuficiência cardíaca. Dois dias após a morte súbita de Robinson, colegas, amigos e familiares espantados compareceram ao seu funeral na câmara do Senado. Seu caixão, coberto de flores, repousava no buraco de carpete verde, local de seus maiores discursos. O capelão do Senado fez um breve discurso, e a Polícia do Capitólio acompanhou seu corpo a um trem fúnebre em direção a Little Rock. Milhares de pessoas viajaram para a capital do Arkansas para testemunhar a cerimônia de velório do Robinson e expressar sua tristeza e sua enorme admiração pelo líder da maioria: o homem "mais brigão" do Senado dos EUA.
Está sepultado no Cemitério Roselawn em Little Rock, Arkansas. Sua casa em Little Rock, a Joseph Taylor Robinson House, foi declarada Patrimônio Histórico Nacional em 1994.

## Legado
Robinson foi nomeado em homenagem a Base Joseph T. Robinson, a principal base da Guarda Nacional do Arkansas; Robinson Center, no centro de Little Rock; e escolas de ensino fundamental, médio e secundária no extremo noroeste de Little Rock.
O rosto de Robinson aparece no anverso de cinquenta centavos produzido para o Centenário do Arkansas de 1936; foi um dos únicos quatro homens a aparecer em uma moeda dos EUA enquanto vivia. Esta foi uma questão comemorativa não destinada à circulação regular. Um total de 25.265 moedas foram cunhadas.
Robinson é mencionado em True Grit, um romance do escritor Charles Portis, do Arkansas. Em um aparte que ilustra as complexidades das alianças políticas do sul durante o período relevante, o narrador de Portis, Mattie Ross diz: "[ Grover Cleveland ] trouxe bastante miséria ao país no Pânico de 1893, mas não tenho vergonha de assumir isso, minha família o apoiou e ficou com os Democratas, inclusive o Governador Alfred Smith, e não apenas por causa de Joe Robinson".